# Frederik Hugo Ledegaard Thim
Frederik Hugo Ledegaard Thim (født 21. april 1994) er undersøgende journalist på DR Dokumentar, hvor han blandt andet har lavet podcastserierne De 169 Piger og Det Levende Bevis, som han blev tildelt Cavlingprisen for i januar 2023.  Podcastserien har i Berlin, Tyskland også vundet Prix Europa for bedste europæiske undersøgende podcastserie i 2023. I Det levende Bevis fortæller han historien om to søstre, hvis forældre ved tre retsinstanser er blevet dømt og har afsonet fængselsstraf for at have fået deres døtre omskåret. Podcasten Det Levende Bevis sandsynliggør over syv afsnit, at der er tale om et justitsmord.
I 2023 blev han sammen med Merle Baeré tildelt den internationale graverpris DIG Awards for bedste undersøgende lyd og podcast for podcastserien Skyggekrigen, der undersøger russiske efterretningsoperationer i Norden. Prisen blev uddelt i Modena, Italien.
I 2020 blev han sammen med Maiken Steen Frederiksen tildelt Publicistklubbens Dokumentarpris for podcastserien Mænd Der Ødelægger Kvinder.